# Agnes Maria von Limburg-Styrum
Agnes Maria von Limburg-Styrum (* 1631; † Frühjahr 1646) war gewählte Äbtissin im Stift Freckenhorst, konnte ihr Amt aber wegen der widrigen Verhältnisse nicht antreten.

## Leben

### Herkunft und Familie
Agnes Maria von Limburg-Styrum wuchs als Tochter des Grafen Hermann Otto von Limburg-Styrum (1592–1644) und seiner Gattin Gräfin Anna Margaretha Spies von Büllesheim in einer uralten westfälischen Adelsfamilie auf. Ihre Geschwister waren Otto, Adolf Ernst, Moritz und Sophie Elisabeth, die mit Ferdinand Gottfried von Velen verheiratet war. Die Großeltern waren Graf Jobst von Limburg-Styrum und Gräfin Maria von Schauenburg und Holstein-Pinneberg sowie Graf Adam Hermann Spies von Büllesheim und Franziska von Münster, die nicht aus adeligem Hause stammte.
Informationen darüber, nach welcher Konfession Agnes Maria getauft worden ist, liegen nicht vor. Ihre jüngere Schwester Sophie Elisabeth ist im September 1632 in Deventer lutherisch getauft worden.

### Umstrittenes Wahlverfahren und anschließende Unsicherheiten
Nach dem Tod der Äbtissin Agnes von Limburg-Stirum, einer Großtante von Agnes Maria, entstanden mit der Nachfolgefrage erhebliche Schwierigkeiten. Bei der Wahl am 22. März 1645 entfielen auf Agnes Maria zehn Stimmen, während ihre Konkurrentin Claudia Seraphica von Wolkenstein-Rodeneck neun Stimmen erhielt. Der Wahlleiter, Domdechant Bernhard von Mallinckrodt, weigerte sich, ein Wahlprotokoll zu veröffentlichen, und ließ auch keinen Notar zur Beurkundung der Wahl zu. Schließlich ersuchte er den Kurfürst-Erzbischof Ferdinand, die unterlegene Claudia Seraphica als gewählte Äbtissin zu bestätigen. Die Gründe für die Weigerung liegen in dem jugendlichen Alter (13 Jahre), der lutherischen Konfession und der fehlenden adeligen Abstammung der Bewerberin.
Drei Tage nach der Wahl stand Claudia Seraphica vor der Toren, verschaffte sich mit ihren Helfern gewaltsam Zutritt und ergriff zusammen mit dem Domherrn von Landsberg Besitz von der Abtei, um den Kurfürsten zu einer Entscheidung zu zwingen. Dieser unterzeichnete am 5. April 1645 die Provision. Dagegen reichte Agnes Maria am 6. Mai 1645 einen offiziellen Protest ein.
Papst Innozenz X. ernannte mit seiner Bulle vom 30. September 1645 den Nuntius Fabio Chigi, der wegen der Verhandlungen zum Westfälischen Frieden in Münster weilte, sowie die Domdechanten von Münster und Köln zu seinen Kommissaren, um Claudia Seraphica in den Besitz der Abtei zu bringen. Nachdem sie den Glaubenseid mit der Treueerklärung gegenüber dem Papst geleistet und die Wahlkapitulation unterschrieben hatte, war die strittige Angelegenheit abgeschlossen.
Agnes Maria war schon lange kränklich und starb 15-jährig im Frühjahr 1646, ohne dass sie das Amt der Äbtissin ausgeübt hatte.